# NGC 4325
NGC 4325 (NGC 4368) je eliptična galaktika u zviježđu Djevici. Naknadno je utvrđeno da je NGC 4368 ista galaktika.

## Vanjske poveznice
- (eng.) SEDS: NGC 4325
- (eng.) Revidirani Novi opći katalog
- (eng.) Izvangalaktička baza podataka NASA-e i IPAC-a
- (eng.) Astronomska baza podataka SIMBAD
- (eng.) VizieR